# Доба Тануми
35° пн. ш. 136° сх. д. / 35° пн. ш. 136° сх. д.
Доба Тануми (яп. 田沼時代, たぬまじだい, танума дзідай) — термін японської історіографії, яким позначають 20-літній період з 1767 по 1786 роки. Протягом цього періоду політику Японії визначав Танума Окіцуґу, старійшина і наближений сьоґуна Токуґави Ієхару. 

## Короткі відомості
Доба Тануми характеризувалася проведенням реформ, що були покликані вивести країну із затяжної соціально-економічної кризи. Серед заходів, що проводив уряд Тануми, були рекультивація болота Інба в провінції Сімоса, колонізація та розвиток «земель едзо» (сучасного Хоккайдо), сприяння розвитку гірничодобувної промисловості, офіційне визнання купецьких корпорацій кабунакама і видання дозволів цим корпораціям на здійснення монопольної торгівлі у певних регіонах. Незважаючи на формальний успіх реформ Тануми, що позначився поступовим виходом економіки з кризи, активізація купецтва і втручання його в політику сприяло поширенню хабарництва в адміністраціях центрального і регіональних урядів. Непопулярності економічним перетворенням сьоґунату додав і декількарічний голод Теммей (1782—1787). Доба Тануми завершилася убивством сина організатора реформ та відставкою Тануми у 1786 році.